# Тарталей
Тарталей (рос. Тарталей) — село в Бутурлинському районі Нижньогородської області Російської Федерації.
Населення становить 312 осіб. Входить до складу муніципального утворення Уваровська сільрада.

## Історія
Від 2009 року входить до складу муніципального утворення Уваровська сільрада.

## Населення
1. Н/Д[2]